# Kiribatis riksvapen
Kiribatis riksvapen har våglinjer i vitt och blått som är symboler för Stilla havet. Över den uppgående solen ser man en fregettfågel, typisk för området. Valspråket längst ner lyder: "Välfärd, fred, välstånd".